# Saproscincus lewisi
Saproscincus lewisi là một loài thằn lằn trong họ Scincidae. Loài này được Couper & Keim miêu tả khoa học đầu tiên năm 1998.